# مسجد الملك فيصل (الشارقة)

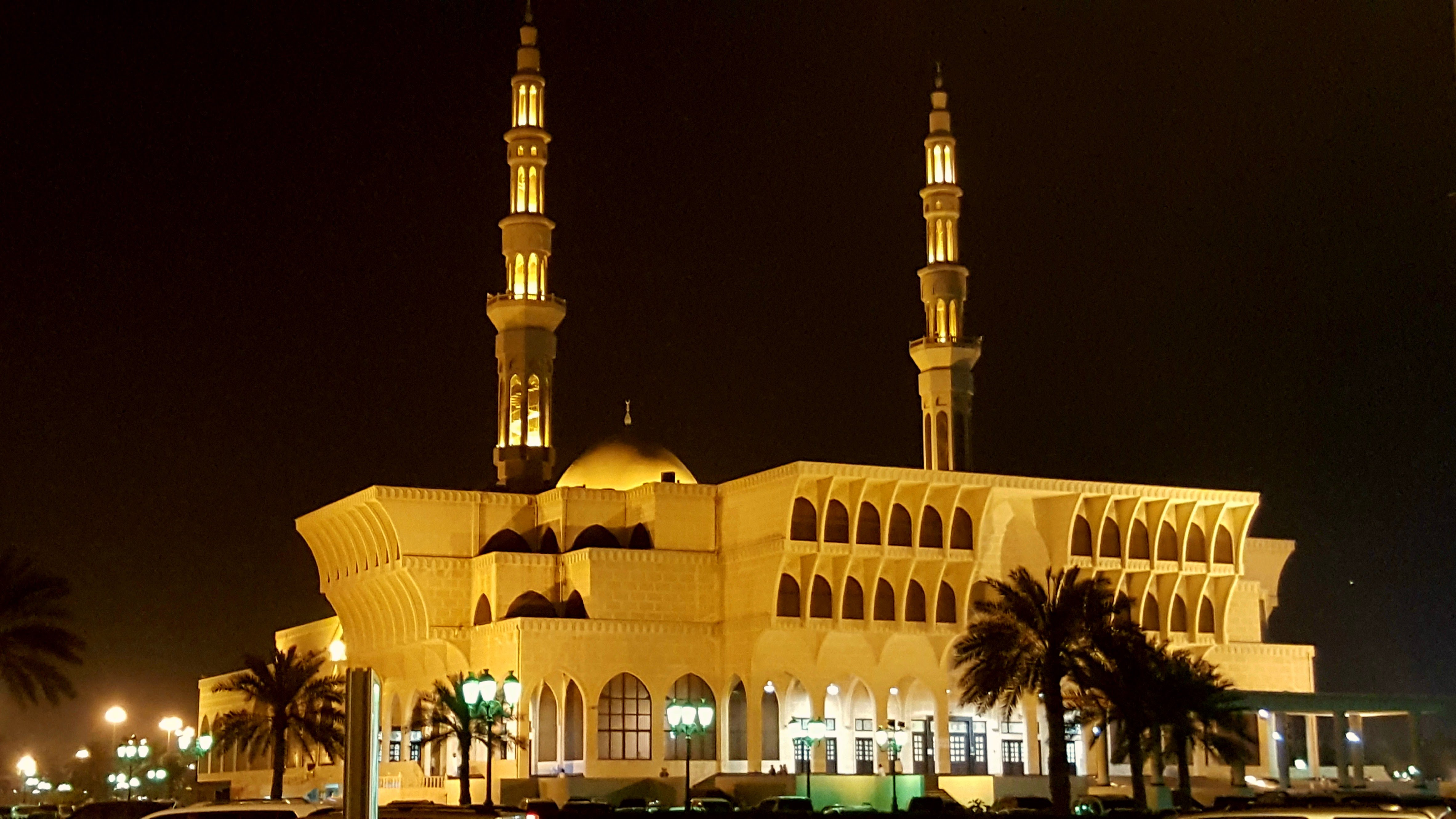

مسجد الملك فيصل هو مسجد يقع في مدينة الشارقة، بـالإمارات العربية المتحدة.

## التاريخ
بدأ بناء المسجد في عام 1984،
 وتم الانتهاء منه وافتتح للجمهور يوم الجمعة الموافق 23 يناير، 1987. سميت باسم الملك السعودي فيصل بن عبد العزيز، كان أكبر مسجد في إمارة الشارقة والدولة، تبلغ مساحتها 10,000–12,000 م2 (110,000–130,000 قدم2). الآن، مسجد الشارقة يكن أكبر مساجد الإمارة، وجامع الشيخ زايد يكن أكبر مساجد الوطن.

## الجغرافية
يقع المسجد على شارع الملك فيصل وشارع العروبة في جزء الشارقة الأوسط، قريب مقر الرئيسي بنك دبي الإسلامي بِالشارقة، وحديقة الاتحاد، ومحطة الحافلات المركزية، وسوق الجبيل.

## الهيكل
لدى المسجد مئذنتان بقياس 70 م (230 قدم)، تبلغ مساحتها 10,000–12,000 م2 (110,000–130,000 قدم2)، وتتسع لـ16،670 من المصلين، منهم 12،000 يمكن أن يجلسوا. للمسجد وظائفه بصرف النظر عن استضافة المصلين من الذكور والإناث. يشغل الطابق الثاني دائرة الشؤون الإسلامية والأوقاف بِالشارقة، ويضم مكتبة عامة ومكاتب، مضيفةً مكتبة تضم ما يقرب من 7،000 كتاب عن الفكر والتاريخ الإسلامي، وكتب حديثة في الشريعة الإسلامية والأحاديث، بالإضافة إلى الكتب الثقافية والأدبية والعلمية. الطابقان الأرضي والأول مخصصان للرجال للصلاة والسرداب للنساء.قرب مصلى النساء يوجد مكان كبير، يمكن للناس فيه أن يتبرعوا بالملابس للمحتاجين، تحت إشراف مؤسسة الشارقة الخيرية العالمية، والتي لها مكاتب في المبنى. 

## مواقع خارجية
- مسجد الملك فيصل (يوتيوب)
- الأذان من المسجد